# Dharius
Alan Alejandro Maldonado Tamez, mest känd under sitt artistnamn Dharius, född 24 september 1984 i Monterrey, är en mexikansk rappare. Han är också känd som El Bhandon, El Locochón, MC Dharius, DHA och El Tirano.

## Diskografi
- Directo Hasta Arriba (2014)
- Mala Fama, Buena Vidha (2018)
- Cuando Todo Acaba (2022)

## Med Cartel de Santa
- Cartel de Santa (2002)
- Vol. II (2004)
- Volumen ProIIIbido (2006)
- Vol. IV (2008)
- Sincopa (2010)